# Круглозубка ущелинна
Круглозубка ущелинна (Peristoma merduenianum), або перистома мердвенева — вид черевоногих молюсків з родини Enidae. 
Занесено до Червоної книги України.

## Морфологічні ознаки
Черепашка світло-рогова (частіше коричнева через забруднення ґрунтом), з 7,5–8 обертами, з близько розташованими один від одного ангулярним та колумелярним краями устя та правильно конічним завитком. Висота черепашки — 12,5–15,5 мм, ширина — 6–7 мм.

## Поширення
Гірський Крим.

## Особливості біології
Вид мешкає в ялівцевому та рідше сосновому рідколіссі.

## Загрози та охорона
Загрози: надмірне рекреаційне навантаження на біотопи південного берега Криму.